# Robert II de Dreux

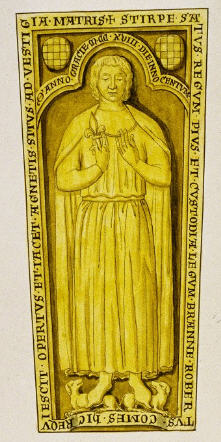
Robert II de Dreux

Robert II de Dreux, nascut cap a 1154, mort e 28 de desembre de 1218, comte de Dreux, de Brie i de Braine, fill de Robert I, comte de Dreux, i d'Agnès de Baudement, senyora de Braine.
Va participar en la Tercera Croada i s'assenyala a la Batalla d'Arsuf i al Setge d'Acre (1191). Tornat a França, va combatre els anglesos (1195- 1198), després va portar les tropes a la Croada Albigesa el 1210 i va participar en el setge de Termes. Va ajudar al seu germà Felip de Dreux, bisbe de Beauvais, en lluita contra el comte de Boulogne i va manar l'ala esquerra de l'exèrcit del rei Felip August en el moment de la Batalla de Bouvines (1214).
Robert II de Dreux i Iolanda de Coucy, la seva esposa, foren inhumats a la necròpoli familiar de l'església abacial de Saint-Yved de Braine.

## Unions i descendència
Es va casar en primeres noces el 1177 (separat el 1181) amb Matilde de Borgonya (1150 † 1192), filla de Ramon de Borgonya, comte de Grignon, i d'Agnès de Montpensier; matrimoni sense posteritat.
Casat en segones noces el 1184 amb Iolanda de Coucy (vers 1164 † 1222), filla de Raül I, senyor de Coucy i d'Agnès d'Hainaut, amb la qual va tenir a:
- Robert III Gasteblé (1185 † 1234), comte de Dreux
- Elionor (1186 † després de 1248), casada amb Hug III de Châteauneuf-en-Thymerais († 1229), i després amb Robert de Saint-Clair
- Pere Mauclerc (vers 1187 † 1250), duc de Bretanya
- Isabel (1188 † després de 1242), casada amb Joan II de Pierrepont (1205 † 1251), comte de Roucy
- Alix (1189 † 1258), casada vers 1200 amb Gaucher IV de Mâcon († 1219), senyor de Salins (fill de Gerald I de Mâcon), i després, el 1221, amb Renald III de Choiseul (1195 † 1239)
- Felipa (1192 † 1242), casada el 1219 amb Enric II de Bar (1190 † 1239)
- Enric de Dreux, arquebisbe de Reims (1193 † 1240)
- Agnès (1195-1258), casada amb Esteve II de Borgonya, comte d'Auxonne († 1241)
- Iolanda (1196-1239), casada amb Raül II de Lusignan, comte d'Eu († 1250)
- Joan (1198 † 1239), comte de Mâcon i de Viena
- Joana (1199 † 1272) religiosa
- Jofré (1200-1219)